# ضيفد أبيض الأزهار
ضيفد أبيض الأزهار (الاسم العلمي:Dyschoriste albiflora) هو نوع من النباتات يتبع جنس الضيفد من الفصيلة الأقنتية.